# Кендімен (фільм, 2021)
Кендімен (англ. Candyman) — канадсько-американський фільм жахів 2021 року, пряме продовження однойменного фільму 1992 року. Режисер Ніа Да-Коста; сценаристи Джордан Піл та Він Розенфельд; продюсери Джейсон Клот й Іен Купер. Світова прем'єра відбулася 26 серпня 2021 року; тоді ж — прем'єра в Україні.

## Про фільм
Існує легенда про таємничого Кендімена — привида з потойбічного світу. Досить стати перед дзеркалом та п'ять разів підряд вимовити його ім'я, щоб пітьма перейшла кордон.
Сучасний художник Ентоні Маккой постійно в пошуках нових джерел для натхнення, але переживає непростий період життя через відсутність мотивації до творчості. Коли Ентоні впадає у відчай, він несподівано дізнається про історію небезпечного маніяка з Чикаго, що вбиває своїх жертв, приходячи до них із дзеркал у нічний час. Художник стає одержимим цією оповідкою та починає писати нові картини.

## Знімались
| Актор                    | Роль                        |
| ------------------------ | --------------------------- |
| Яг'я Абдул-Матін II      | Ентоні Маккой / Кендімен    |
| Тейона Перріс            | Бріанна Картрайт            |
| Нейтан Стюарт-Джарет     | Трой Картрайт               |
| Колман Домінго           | Вільям Берк                 |
| Ванесса Вільямс          | Енн-Марі Маккой             |
| Ребекка Спенс            | Фінлі Стівенс               |
| Карл Клемонс-Гопкінс     | Джеймсон                    |
| Вірджинія Медсен (голос) | Хелен Лайл                  |
| Тоні Тодд                | Кендімен / Деніел Робітейлл |